# District historique de Bradford Downtown
Le district historique de Bradford Downtown, ou Bradford Downtown Historic District en anglais, est un district historique de la ville américaine de Bradford, en Pennsylvanie. Il est inscrit au Registre national des lieux historiques depuis le 31 août 2000.